# Bec-croisé d'Hispaniola
Loxia megaplaga
Espèce
Statut de conservation UICN

 EN B1ab(i,ii,iii) : En danger
Le Bec-croisé d'Hispaniola (Loxia megaplaga) est une espèce de passereaux de la famille des Fringillidae.

## Distribution
Cette espèce est endémique de l'île d'Hispaniola, elle se rencontre dans les forêts de Pin d'Hispaniola à Haïti et en République dominicaine.

## Taxinomie
L'espèce était auparavant considérée comme une sous-espèce du Bec-croisé bifascié (Loxia leucoptera). Depuis le congrès de l'American Ornithologists' Union de 2003, elle est considérée comme une espèce à part entière.

## Publication originale
- (en) Riley, 1916 : Three remarkable new species of birds from Santo Domingo. Smithsonian Miscellaneous Collections, vol. 66, n. 15, p. 1-2.

## Distribution
Haïti et République Dominicaine. En Haïti, il est connu des massifs de la Selle et de la
Hotte. En République Dominicaine, il est présent surtout dans la Sierra de Bahoruco
avec quelques données dans la Cordillère Centrale.

## Habitat
Le bec-croisé d’Hispaniola s’est adapté au pin d’Hispaniola (Pinus occidentalis), conifère endémique d’Haïti et de République Dominicaine.

## Alimentation
Il semble se nourrir exclusivement de graines de pins mais comme les bonnes fructifications ont lieu environ tous les trois ans, elles ne sont pas synchrones sur tout le territoire des becs-croisés, ce qui occasionne des déplacements alimentaires erratiques. Une analyse de la nourriture régurgitée dans le gésier de deux poussins montre un taux de 80-90 % de graines de pin et de 10-20 % d’insectes (hémiptères).

## Nidification
Le premier nid n’a été découvert que le 2 avril 1971. Plus récemment, Latta et al. (2000) ont étudié, de façon exhaustive et avec des moyens plus élaborés, de 1996 à 1999, également dans la Sierra de Bahoruco, la fréquence de l’espèce ainsi que l’habitat de nourrissage et de nidification. Ils ont découvert pas moins de 17 nids dont 15 situés dans des pins à 14,2 m de hauteur moyenne et deux dans le sous-bois de Lyonia sp. (éricacée) à seulement 1 et 1,5 m. Ils concluent que les becs-croisés se reproduisent surtout entre janvier et avril mais avec des pics correspondant aux bonnes fructifications des cônes.

## Biologie de reproduction
Latta et al. (2000) ont aussi mené des investigations approfondies sur le comportement
reproducteur des becs-croisés, d’octobre 1997 à avril 1998, sur trois sites de la Sierra de Bahoruco. Ces sites sont dominés par la forêt mature de pin d’Hispaniola avec un seul autre arbre : le palmier Coccothrinax scoparia, une agave, une couverture arbustive de feuillus (dix espèces), un tapis herbacé (sept espèces). La femelle confectionne seule le nid avec de petites brindilles qu’elle récolte sur les arbres voisins ou sur le sol de la forêt à environ 25 m du site de nidification. Pendant ce temps, le mâle semble défendre le nid ou la femelle elle-même en chantant à proximité. Le nid est une coupe de brindilles de pin mêlées à quelques aiguilles avec un revêtement intérieur d’aiguilles vertes et de lichen au milieu. Les œufs, de couleur variable, peuvent être blancs avec de petits motifs brun foncé au gros pôle ou avec des vermiculures grises ou encore, blanc bleuâtre très pâle en couleur de fond avec très peu de marques.

## Statut, conservation
Latta et al. (2000) évaluent la population à 3000 oiseaux uniquement dans la Sierra
de Bahoruco et à seulement 3375 individus pour l’ensemble de l’île avec ce constat que
l’abondance des effectifs d’oiseaux est directement corrélée à celle des cônes mûrs. Ils
estiment qu’entre 4700 et 6 250 ha de forêts (surtout des pins) sont détruits chaque année
en République Dominicaine et qu’à ce rythme, elles auront totalement disparu dans 100-
150 ans si rien n’est entrepris. Ils considèrent les feux allumés par l’homme et devenus
incontrôlables comme la menace la plus importante. Comme les becs-croisés privilégient
les forêts matures riches en cônes et dédaignent les forêts fragmentées, leur
conservation passe prioritairement par la protection de ces massifs forestiers. La Sierra
de Bahoruco abrite le noyau de la population de becs-croisés d’Hispaniola et représente
donc la dernière chance de sauver l’espèce de l’extinction.
BirdLife International (2007) considère l’espèce comme « en danger » en raison de sa répartition faible, fragmentée et en régression (3 552 km²) et incrimine le bûcheronnage,
l’agriculture locale et les feux incontrôlés comme les plus grandes menaces. Les effectifs subissent des fluctuations naturelles en fonction de l’abondance de la nourriture mais ils ont beaucoup décliné entre 1920 et 1960 du fait de la destruction de l’habitat avec une apparente amélioration en 1978.